# Einwohnerentwicklung von Berlin
Die Bevölkerung Berlins ist von der wechselvollen Geschichte der Stadt geprägt. In Berlin lebten am 31. Dezember 2024 nach amtlicher Bevölkerungsfortschreibung auf Grundlage des Zensus 2022 3.685.265 Einwohner auf einer Fläche von 891,82 Quadratkilometern. Nach der Fortschreibung auf der Grundlage des Zensus 2022 waren es am 15. Mai 2022 genau 3.596.999, was eine Überhöhung der vorher verwendeten, aus dem Zensus 2011 fortgeschriebenen Zahlen um knapp 129.000 bedeutete. Die Bevölkerungsdichte der Stadt betrug 4.132 Einwohner pro Quadratkilometer.
Berlin ist die nach Einwohnern größte deutsche Stadt und größte Stadt der Europäischen Union. Die Agglomeration Berlin hat rund 4,8 Millionen Einwohner, die Metropolregion Berlin-Brandenburg, die beide Bundesländer komplett umfasst, etwa sechs Millionen Einwohner.
37.368 Kinder kamen in Berlin im Jahr 2014 zur Welt (+ 6,6 %). Seit 2011 verzeichnet Berlin in absoluten Zahlen das jährlich größte Bevölkerungswachstum unter den Städten im deutschsprachigen Raum.

## Geschichte

### 1220–1688
Um 1220 hatte Berlin schätzungsweise 1.200 Einwohner. In Cölln lebte etwa die gleiche Anzahl von Menschen. Bis 1300 stieg die Bevölkerung der beiden Städte auf rund 4.000 (Berlin 2.600 und Kölln 1.400). Im Mittelalter und am Anfang der Neuzeit verzeichnete die Doppelstadt wegen der zahlreichen Kriege, Seuchen und Hungersnöte immer wieder starke Bevölkerungsverluste und im Ergebnis nur ein langsames Wachstum der Bevölkerung. Mitte des 15. Jahrhunderts wurde sie Residenz der Kurfürsten von Brandenburg. Wegen ihrer steigenden Bedeutung wuchs die Bevölkerungszahl auf 12.000 (9.000 laut Statistischem Jahrbuch) um das Jahr 1600. Einen starken Rückgang der Bevölkerung Berlins und der Mark Brandenburg verursachte der Dreißigjährige Krieg (1618–1648).
Seitdem betrieben die brandenburgischen Kurfürsten und preußischen Könige eine gezielte Einwanderungspolitik zur Förderung sowohl des Bevölkerungswachstums als auch der wirtschaftlichen Entwicklung des rückständigen Landes. Diese Politik beeinflusste in den kommenden einundeinhalb Jahrhunderten die Bevölkerungszahl und -mischung Berlins. Zunächst wanderten vor allem Friesen und Holländer ein. Ab 1660 kamen Glaubensflüchtlinge aus verschiedenen Teilen Europas hinzu, deren freie Religionsausübung durch zahlreiche Toleranzedikte gesichert wurde. Nach der Vertreibung im 16. Jahrhundert ließ der Kurfürst Friedrich Wilhelm (1640–1688) im Jahr 1671 wieder jüdische Familien ansiedeln, die den Aufbau des verwüsteten Landes und des Warenhandels finanzieren sollten. Um 1700 lebten 585 Juden in Berlin, deren Anteil im Laufe des 18. Jahrhunderts immer weiter anstieg und 1770 rund 3 % der Gesamtbevölkerung ausmachte.

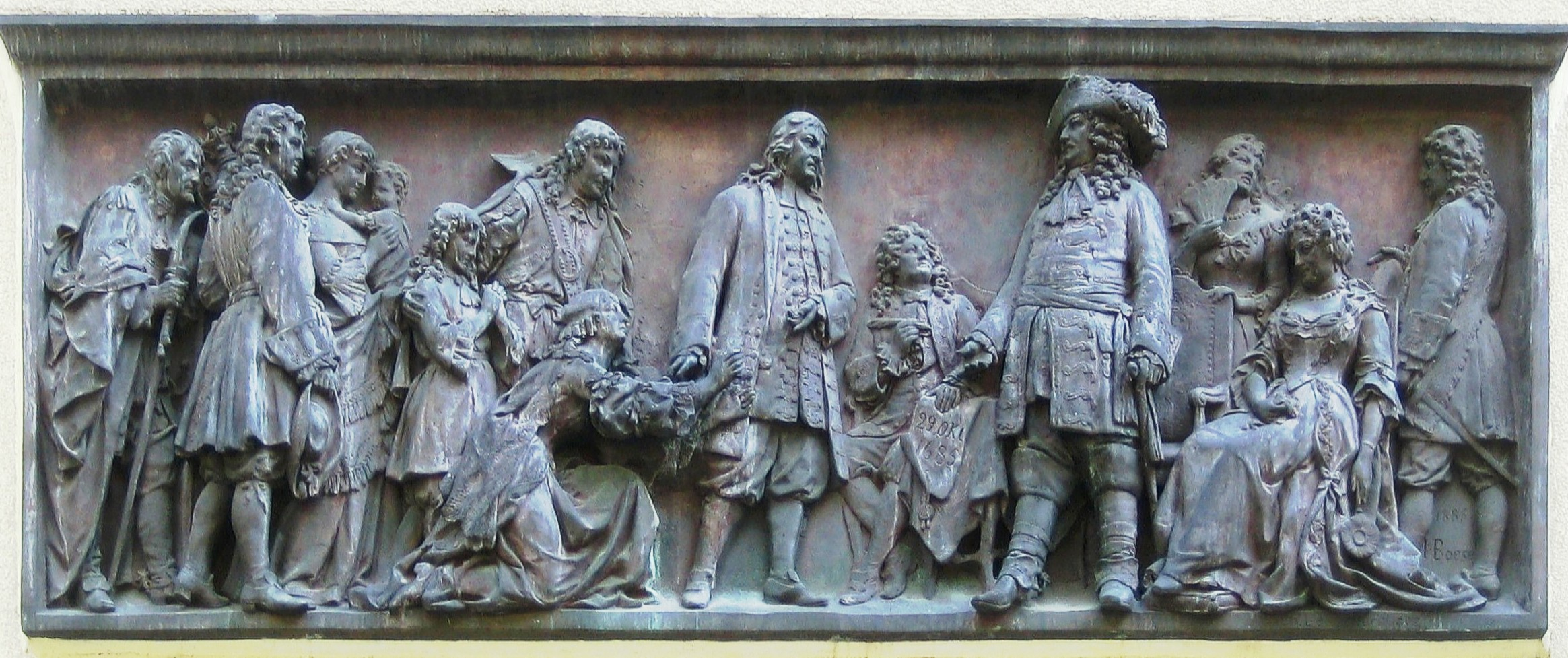
Relief von 1885: Der Große Kurfürst begrüßt ankommende Hugenotten

Eine besondere Bedeutung für die wirtschaftliche und kulturelle Entwicklung nahmen die französischen Hugenotten ein, die wegen ihrer Kenntnisse und Fähigkeiten im Bereich der gewerblichen Produktion umworben wurden. Sie arbeiteten zunächst als kleinere Selbständige oder Meister im Textil- und Bekleidungsgewerbe. Neben finanziellen Vergünstigungen wurden ihnen besondere Rechte und soziale Privilegien eingeräumt (Selbstverwaltung, eigene Schulen, Erleichterungen bei der Ausübung ihres Gewerbes). Durch das Edikt von Potsdam von 1685 wanderten 15.000 Hugenotten bis Ende des 17. Jahrhunderts in Brandenburg ein, von denen sich etwa 6.000 in Berlin niederließen. 1698 erreichte der Anteil französischer Einwohner mit 25 % seinen Höhepunkt. Als weitere Glaubensflüchtlinge kamen Anfang des 18. Jahrhunderts 1.600 Orangeois, 450 Pfälzer und 500 Welschschweizer hinzu, die sich vor allem in den Vorstädten ansiedelten.
Einwohnerzahlen
(jeweiliger Gebietsstand)

In der Grafik sind die Einwohnerzahlen von 1220 bis 2018 gegen eine logarithmische Skala aufgetragen. Durch diese Darstellung erkennt man u. a. deutlich einen Einbruch während des Dreißigjährigen Krieges

Die Einwohnerzahlen von 1220 bis 1688 sind Schätzungen. Vor der Vereinigung 1710 wurden Berlin und Kölln immer zusammen gerechnet.
| Jahr | Einwohner | Quelle      |
| ---- | --------- | ----------- |
| 1220 | 2.400     | [ 6 ]       |
| 1250 | 2.000     | [ 7 ]       |
| 1300 | 4.000     | [ 6 ]       |
| 1400 | 7.000     | [ 7 ] [ 8 ] |
| 1450 | 7.000     | [ 7 ]       |
| 1450 | 8.000     | [ 8 ] [ 9 ] |
| 1576 | 11.000    | [ 9 ]       |
| 1600 | 9.000     | [ 10 ]      |

| Jahr | Einwohner     | Quelle                    |
| ---- | ------------- | ------------------------- |
| 1618 | 12.000        | [ 8 ] [ 9 ]               |
| 1631 | 8.100         | [ 11 ]                    |
| 1642 | 7.500         | [ 8 ]                     |
| 1648 | 6.000         | [ 8 ] [ 9 ] [ 10 ] [ 12 ] |
| 1680 | 10.000        | [ 9 ] [ 10 ]              |
| 1685 | 17.000        | [ 12 ]                    |
| 1688 | 18.000/20.000 | [ 8 ] [ 9 ] [ 12 ]        |

### 1709–1822
Im Jahr 1688 lebten in beiden Städten rund 20.000 Menschen. Mit der am 1. Januar 1710 erfolgten Vereinigung der Städte Berlin, Kölln, Friedrichswerder, Dorotheenstadt und Friedrichstadt stieg die Bevölkerungszahl der Königlichen Haupt- und Residenzstadt Berlin auf etwa 55.000. Im Jahre 1747 überschritt die Einwohnerzahl der Stadt die Grenze von 100.000, was sie zur Großstadt machte. Ende des 18. Jahrhunderts waren es bereits 170.000 Einwohner, womit Berlin zur sechstgrößten europäischen Stadt aufstieg.
Einwohnerzahlen
(jeweiliger Gebietsstand)
Die Einwohnerzahlen sind Volkszählungsergebnisse und beziehen sich auf die „Ortsanwesende Gesamtbevölkerung“, das heißt einschließlich der Garnison. Die erste bekannte Volkszählung fand in Berlin 1709 statt. Danach wurde in unregelmäßigen Abständen gezählt, ab 1746 jährlich und ab 1822 alle drei Jahre.
| Jahr | Einwohner |
| ---- | --------- |
| 1709 | 55.196    |
| 1712 | 61.000    |
| 1721 | 65.300    |
| 1726 | 72.000    |
| 1730 | 72.387    |
| 1732 | 77.993    |
| 1733 | 79.017    |
| 1735 | 86.000    |
| 1740 | 90.000    |
| 1746 | 97.000    |
| 1747 | 107.224   |
| 1748 | 107.635   |
| 1749 | 110.933   |
| 1750 | 113.289   |
| 1751 | 116.483   |

| Jahr   | Einwohner |
| ------ | --------- |
| 1752   | 119.224   |
| 1753   | 122.897   |
| 1754   | 125.385   |
| 1755   | 126.661   |
| 1756 1 | 99.177    |
| 1757 1 | 94.219    |
| 1758 1 | 92.356    |
| 1759 1 | 94.433    |
| 1760 1 | 95.245    |
| 1761 1 | 98.238    |
| 1762 1 | 98.090    |
| 1763   | 119.219   |
| 1764   | 122.667   |
| 1765   | 125.139   |
| 1766   | 125.878   |

| Jahr   | Einwohner |
| ------ | --------- |
| 1767   | 127.140   |
| 1768   | 130.359   |
| 1769   | 132.365   |
| 1770   | 133.520   |
| 1771   | 133.639   |
| 1772   | 131.126   |
| 1773   | 132.204   |
| 1774   | 134.414   |
| 1775   | 136.137   |
| 1776   | 137.468   |
| 1777   | 140.719   |
| 1778 1 | 124.963   |
| 1779   | 138.225   |
| 1780   | 140.625   |
| 1781   | 142.375   |

| Jahr | Einwohner |
| ---- | --------- |
| 1782 | 143.098   |
| 1783 | 144.224   |
| 1784 | 145.021   |
| 1785 | 146.647   |
| 1786 | 147.338   |
| 1787 | 146.167   |
| 1788 | 149.274   |
| 1789 | 149.875   |
| 1790 | 150.803   |
| 1791 | 155.211   |
| 1792 | 157.534   |
| 1793 | 157.121   |
| 1794 | 157.603   |
| 1795 | 156.218   |
| 1796 | 160.733   |

| Jahr   | Einwohner |
| ------ | --------- |
| 1797   | 164.978   |
| 1798   | 169.019   |
| 1799   | 169.510   |
| 1800   | 172.132   |
| 1801   | 176.709   |
| 1802   | 177.029   |
| 1803   | 178.309   |
| 1804   | 182.157   |
| 1805 1 | 155.706   |
| 1806 1 | 155.000   |
| 1807 1 | 150.489   |
| 1808 1 | 145.941   |
| 1809 1 | 151.119   |
| 1810 1 | 162.971   |
| 1811   | 169.763   |

| Jahr | Einwohner |
| ---- | --------- |
| 1812 | 171.000   |
| 1813 | 178.641   |
| 1814 | 185.659   |
| 1815 | 197.717   |
| 1816 | 197.817   |
| 1817 | 195.689   |
| 1818 | 198.125   |
| 1819 | 201.138   |
| 1820 | 201.900   |
| 1821 | 205.965   |
| 1822 | 209.146   |

### Militärbevölkerung 1709–1893
Zur Militärbevölkerung zählten bis zur Heeresreform von 1807 bis 1814 alle in Berlin lebenden Soldaten und Invaliden mit ihren Frauen und Kindern; danach ging infolge der allgemeinen Wehrpflicht der Anteil der Soldatenfamilien und damit der Militärbevölkerung erheblich zurück.
| Jahr | Zivilbevölkerung | Militärbevölkerung | Gesamtbevölkerung | Militärbevölkerung |
| ---- | ---------------- | ------------------ | ----------------- | ------------------ |
| 1709 | 0049.855         | 05.145             | 0055.000          | 19,71 %            |
| 1721 | 0053.355         | 11.945             | 0065.300          | 19,71 %            |
| 1730 | 0058.122         | 14.265             | 0072.387          | 19,71 %            |
| 1733 | 0063.017         | 16.783             | 0079.800          | 21,03 %            |
| 1735 | 0067.743         | 17.957             | 0085.700          | 20,95 %            |
| 1740 | 0068.691         | 12.409             | 0081.100          | 15,30 %            |
| 1747 | 0085.319         | 21.905             | 0107.224          | 20,43 %            |
| 1751 | 0092.446         | 24.037             | 0116.483          | 20,64 %            |
| 1755 | 0100.336         | 26.325             | 0126.661          | 20,78 %            |
| 1763 | 0099.699         | 19.520             | 0119.219          | 16,37 %            |
| 1766 | 0103.336         | 22.542             | 0125.878          | 17,91 %            |
| 1769 | 0105.891         | 26.474             | 0132.365          | 20,00 %            |
| 1772 | 0102.816         | 30.310             | 0133.126          | 22,77 %            |
| 1775 | 0106.173         | 29.984             | 0136.157          | 22,02 %            |
| 1778 | 0105.872         | 33.088             | 0138.960          | 23,81 %            |
| 1781 | 0110.419         | 31.956             | 0142.375          | 22,44 %            |
| 1784 | 0111.635         | 33.386             | 0145.021          | 23,02 %            |
| 1787 | 0114.606         | 31.561             | 0146.167          | 21,59 %            |
| 1793 | 0126.604         | 30.517             | 0157.121          | 19,42 %            |
| 1795 | 0130.487         | 25.731             | 0156.218          | 16,47 %            |
| 1798 | 0142.099         | 26.920             | 0169.019          | 15,93 %            |
| 1801 | 0148.000         | 24.988             | 0172.988          | 14,44 %            |
| 1804 | 0156.661         | 25.496             | 0182.157          | 14,00 %            |
| 1810 | 0153.070         | 09.901             | 0162.971          | 06,08 %            |
| 1813 | 0166.584         | 12.067             | 0178.651          | 06,75 %            |
| 1816 | 0182.001         | 15.716             | 0197.717          | 07,95 %            |
| 1817 | 0182.387         | 13.470             | 0195.857          | 06,88 %            |
| 1818 | 0184.186         | 13.939             | 0198.125          | 07,04 %            |
| 1819 | 0184.850         | 16.288             | 0201.138          | 08,10 %            |
| 1820 | 0185.829         | 16.071             | 0201.900          | 07,96 %            |
| 1822 | 0189.546         | 16.763             | 0206.309          | 08,13 %            |

| Jahr | Zivilbevölkerung | Militärbevölkerung | Gesamtbevölkerung | Militärbevölkerung |
| ---- | ---------------- | ------------------ | ----------------- | ------------------ |
| 1825 | 0203.359         | 16.609             | 0219.968          | 07,55 %            |
| 1828 | 0219.337         | 17.157             | 0236.494          | 07,25 %            |
| 1831 | 0229.843         | 18.839             | 0248.682          | 07,58 %            |
| 1834 | 0247.336         | 17.786             | 0265.122          | 06,71 %            |
| 1837 | 0265.394         | 18.328             | 0283.722          | 06,46 %            |
| 1840 | 0309.953         | 18.739             | 0328.692          | 05,70 %            |
| 1843 | 0330.649         | 19.159             | 0349.808          | 05,48 %            |
| 1846 | 0378.573         | 19.194             | 0397.767          | 04,83 %            |
| 1849 | 0387.978         | 22.748             | 0410.726          | 05,54 %            |
| 1852 | 0401.972         | 19.203             | 0421.175          | 04,56 %            |
| 1855 | 0411.804         | 20.881             | 0432.685          | 04,83 %            |
| 1858 | 0468.912         | 19.676             | 0488.588          | 04,03 %            |
| 1861 | 0524.945         | 22.626             | 0547.571          | 04,13 %            |
| 1864 | 0609.733         | 23.546             | 0633.279          | 03,72 %            |
| 1867 | 0680.459         | 21.978             | 0702.437          | 03,13 %            |
| 1871 | 0804.400         | 21.941             | 0826.341          | 02,66 %            |
| 1875 | 0947.353         | 19.505             | 0966.858          | 02,02 %            |
| 1880 | 1.102.037        | 20.293             | 1.122.330         | 01,81 %            |
| 1881 | 1.136.089        | 20.293             | 1.156.382         | 01,75 %            |
| 1882 | 1.171.780        | 20.293             | 1.192.073         | 01,70 %            |
| 1883 | 1.205.791        | 20.587             | 1.226.378         | 01,68 %            |
| 1884 | 1.243.162        | 20.034             | 1.263.196         | 01,59 %            |
| 1885 | 1.295.052        | 20.574             | 1.315.626         | 01,56 %            |
| 1886 | 1.342.448        | 20.010             | 1.362.458         | 01,47 %            |
| 1887 | 1.389.024        | 24.408             | 1.413.432         | 01,73 %            |
| 1888 | 1.449.635        | 20.595             | 1.470.230         | 01,40 %            |
| 1889 | 1.505.466        | 20.595             | 1.526.061         | 01,35 %            |
| 1890 | 1.559.934        | 19.596             | 1.579.530         | 01,24 %            |
| 1891 | 1.604.717        | 19.596             | 1.624.313         | 01,21 %            |
| 1892 | 1.637.150        | 19.884             | 1.657.034         | 01,20 %            |
| 1893 | 1.658.688        | 23.484             | 1.682.172         | 01,40 %            |

### 1825–1919
Mit Beginn der Industrialisierung im 19. Jahrhundert setzte dann ein starkes Bevölkerungswachstum ein. Eine wichtige Rolle spielte dabei die Vergrößerung des Stadtgebietes 1861, bei der es zur Eingemeindung von Moabit, Wedding und Gesundbrunnen kam. 1871 stieg Berlin zur Hauptstadt des Deutschen Reichs auf und zählte bereits 825.000 Einwohner. Die Stadt erlebte bis zum Ersten Weltkrieg einen starken wirtschaftlichen Aufschwung und enormen Bevölkerungszustrom. Die meisten Zuwanderer kamen aus den landwirtschaftlich geprägten preußischen Ostprovinzen, die durch die allgemein verbesserten Lebensverhältnisse einen erheblichen Geburtenüberschuss verzeichneten. Um dem starken Zuzug gerecht zu werden, entstanden vor allem im Norden und Osten der Stadt Mietskasernen, in denen das städtische Proletariat wohnte. In den angrenzenden Vorstädten kam es zum Bau von Fabriken und ganzer Industriesiedlungen wie etwa Siemensstadt oder Borsigwalde, dessen Wohngebiete sich rasch ausdehnten. 1877 war Berlin Millionenstadt.
Nach der Volkszählung von 1895 hatte die Stadt knapp 1,7 Millionen Einwohner, von denen 12.000 polnisch, 700 russisch und knapp 2.000 eine andere slawische Sprache als Muttersprache nannten. Insgesamt gaben rund 23.000 Einwohner (1,35 %) eine fremde Muttersprache und nahe 5.000 deutsch und eine fremde an. Knapp 27.000 Berliner (1,6 %) waren Ausländer, die meisten davon aus Österreich-Ungarn (13.000) und Russland (4.000). Der gesamte Berliner Ballungsraum hatte 1914 rund 3,7 Millionen Einwohner und damit fast ebenso viele wie Paris.
Bei der Volkszählung vom 5. Dezember 1917 wurde eine ortsanwesende Gesamtbevölkerung von 1.744.085 Personen ermittelt. Darunter waren nach Angaben der Volkswirtschaftlichen Abteilung des Kriegsernährungsamtes 58.152 Militärpersonen und 4.017 Kriegsgefangene. Zwischen 1913 und 1917 sank die Bevölkerungszahl durch den Ersten Weltkrieg um 16 Prozent. Im Dezember 1919 lebten in Berlin 1,928 Millionen Menschen.
Einwohnerzahlen
(jeweiliger Gebietsstand)
Die Einwohnerzahlen sind Volkszählungsergebnisse (¹) oder amtliche Fortschreibungen der jeweiligen Statistischen Ämter. Die Angaben beziehen sich bis 1831 und ab 1871 auf die „Ortsanwesende Bevölkerung“ sowie von 1834 bis 1867 auf die „Zollabrechnungsbevölkerung“.
| Datum              | Einwohner |
| ------------------ | --------- |
| 1. Dezember 1825 1 | 220.277   |
| 1. Dezember 1828 1 | 236.830   |
| 1. Dezember 1831 1 | 248.682   |
| 3. Dezember 1834 1 | 265.122   |
| 3. Dezember 1837 1 | 283.722   |
| 3. Dezember 1840 1 | 330.230   |
| 3. Dezember 1843 1 | 353.149   |
| 3. Dezember 1846 1 | 408.502   |
| 3. Dezember 1849 1 | 423.902   |
| 3. Dezember 1852 1 | 438.958   |
| 3. Dezember 1855 1 | 447.483   |
| 3. Dezember 1858 1 | 458.637   |
| 3. Dezember 1861 1 | 547.571   |
| 3. Dezember 1864 1 | 632.749   |
| 3. Dezember 1867 1 | 702.437   |

| Datum              | Einwohner |
| ------------------ | --------- |
| 1. Dezember 1871 1 | 826.341   |
| 1. Dezember 1875 1 | 966.858   |
| 31. Dezember 1876  | 980.194   |
| 31. Dezember 1877  | 1.008.566 |
| 1. Dezember 1880 1 | 1.122.330 |
| 1. Dezember 1885 1 | 1.315.287 |
| 1. Dezember 1890 1 | 1.578.794 |
| 2. Dezember 1895 1 | 1.677.304 |
| 31. August 1898    | 1.820.000 |
| 1. Dezember 1900 1 | 1.888.848 |
| 31. Dezember 1901  | 1.893.941 |
| 31. Dezember 1902  | 1.911.628 |
| 31. Dezember 1903  | 1.946.076 |
| 31. Dezember 1904  | 1.988.742 |
| 1. Dezember 1905 1 | 2.040.148 |

| Datum              | Einwohner |
| ------------------ | --------- |
| 31. Dezember 1906  | 2.073.521 |
| 31. Dezember 1907  | 2.076.437 |
| 31. Dezember 1908  | 2.057.274 |
| 31. Dezember 1909  | 2.057.610 |
| 1. Dezember 1910 1 | 2.071.257 |
| 31. Dezember 1911  | 2.084.045 |
| 31. Dezember 1912  | 2.095.030 |
| 31. Dezember 1913  | 2.079.156 |
| 31. Dezember 1914  | 1 945 684 |
| 31. Dezember 1915  | 1.835.094 |
| 1. Dezember 1916 1 | 1.771.491 |
| 5. Dezember 1917 1 | 1.744.085 |
| 31. Dezember 1918  | 1.748.000 |
| 8. Oktober 1919 1  | 1.902.508 |
| 31. Dezember 1919  | 1.928.432 |

### 1920–1949

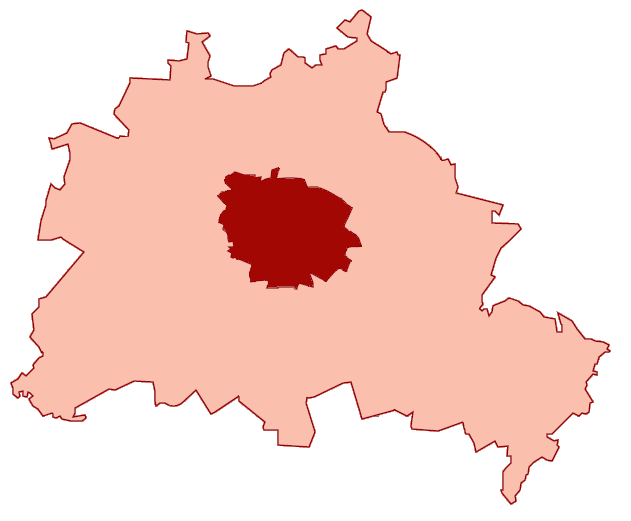
Das Berliner Stadtgebiet vor (dunkelrot) und nach 1920 (die rosa Fläche stellt das Berliner Stadtgebiet im Jahr 2018 dar, das annähernd dem Gebiet nach dem Groß-Berlin-Gesetz entspricht)

Mit der Bildung der Einheitsgemeinde Groß-Berlin verdoppelte sich die Einwohnerzahl am 1. Oktober 1920 sprunghaft auf 3,9 Millionen. Die neue Stadtgemeinde vergrößerte sich in der Fläche auf das Dreizehnfache: von 66,93 auf 878,1 km². 811,17 km² mit 1,9 Millionen Menschen waren aus der Provinz Brandenburg an die neue Stadtgemeinde gekommen; das waren zwei Prozent des Territoriums, jedoch fast 44 % der Bevölkerung Brandenburgs. Die neue Fläche entsprach damit fast der Größe der Insel Rügen (926,4 km²). Berlin war 1920 zur flächenmäßig zweitgrößten Stadt der Welt nach Los Angeles und nach der Einwohnerzahl – hinter London und New York – zur drittgrößten Stadt der Erde geworden.
Folgende Gemeinden über 10.000 Einwohner wurden 1920 mit Berlin zusammengeschlossen (in Klammern die Einwohnerzahl der Volkszählung vom 8. Oktober 1919): Charlottenburg (322.766), Neukölln (262.127), Berlin-Schöneberg (175.092), Berlin-Lichtenberg (144.643), Berlin-Wilmersdorf (139.406), Spandau (95.474), Berlin-Steglitz (83.366), Berlin-Pankow (57.923), Berlin-Lichterfelde (47.213), Berlin-Weißensee (45.037), Berlin-Friedenau (43.833), Berlin-Reinickendorf (41.263), Berlin-Tempelhof (34.363), Cöpenick (32.583), Berlin-Treptow (30.701), Berlin-Oberschöneweide (25.612), Berlin-Friedrichsfelde (24.399), Berlin-Mariendorf (20.699), Berlin-Tegel (20.590), Zehlendorf (20.557), Berlin-Niederschönhausen (18.906), Friedrichshagen (14.844), Berlin-Britz (13.477), Adlershof (12.655), Berlin-Lankwitz (12.397), Berlin-Schmargendorf (11.583) und Berlin-Wittenau (10.190).
Bis 1942 wuchs die Bevölkerung Berlins auf einen Höchststand von 4,478 Millionen.
Einwohnerzahlen
(jeweiliger Gebietsstand)
Die Einwohnerzahlen sind Volkszählungsergebnisse (¹) oder amtliche Fortschreibungen der jeweiligen Statistischen Ämter. Die Angaben beziehen sich ab 1920 auf die „Ortsanwesende Bevölkerung“ und ab 1925 auf die Wohnbevölkerung.
Eine realitätsnähere Einschätzung der Bevölkerungsentwicklung im Zweiten Weltkrieg ergeben die Ergebnisse der Verbrauchergruppenstatistiken, die aus den Daten der Lebensmittelzuteilungen gewonnen wurden und 1953 vom Statistischen Bundesamt veröffentlicht wurden. Nach der Großen Verbrauchergruppenstatistik umfasste die versorgte Zivilbevölkerung in Berlin Anfang Februar 1940 4,2066 Millionen Personen, Anfang Februar 1941 3,9422 Millionen, Anfang Februar 1942 3,9465 Millionen, Anfang Februar 1943 4,1117 Millionen (davon 223.500 Ausländer) und Anfang Februar 1944 3,1095 Millionen (davon 176.500 Ausländer).
Nach der weniger exakten Kleinen Verbrauchergruppenstatistik wurden Anfang Februar 1943 in Berlin 3.958.294 zur Zivilbevölkerung gerechnete Personen versorgt, Ende August 1943 3.686.200, Anfang Februar 1944 3.143.311, Ende August 1944 2.774.282, Anfang Dezember 1944 2.836.661.
Aufschlussreich für die immensen Wanderungsverluste Berlins im Rahmen des Zweiten Weltkriegs sind die Nachkriegsvolkszählungen vom 29. Oktober 1946 und vom 13. September 1950. Bei diesen wurde der Wohnsitz der Befragten am 1. September 1939 erfragt – wobei nach diesem Tag geborene Kinder dem Wohnort des Vaters bzw. bei Halbwaisen oder unehelichen Kindern der Mutter zugeordnet wurden. Bei der Zählung 1946 wurden demnach in den drei westlichen Besatzungszonen Deutschlands 436.600 Personen gezählt, die 1939 zu Kriegsbeginn in Berlin gewohnt hatten, in der Sowjetischen Besatzungszone 306.823, davon 134.427 in Brandenburg und 74.091 in Sachsen-Anhalt. Bei der Zählung 1950 wurden, nach derselben Definition, in dem aus den westlichen Besatzungszonen entstandenen Bundesgebiet 518.218 Personen mit Wohnsitz 1939 in Berlin gezählt, davon 112.216 in Niedersachsen, 109.858 in Nordrhein-Westfalen, 91.854 in Bayern, 58.263 in Hessen, 58.156 im späteren Baden-Württemberg.
| Datum             | Einwohner |
| ----------------- | --------- |
| 31. Dezember 1920 | 3.879.409 |
| 31. Dezember 1921 | 3.914.151 |
| 31. Dezember 1922 | 3.953.920 |
| 31. Dezember 1923 | 3.918.985 |
| 31. Dezember 1924 | 3.986.458 |
| 16. Juni 1925 1   | 4.024.286 |
| 31. Dezember 1925 | 4.082.778 |
| 31. Dezember 1926 | 4.125.824 |
| 31. Dezember 1927 | 4.195.725 |
| 31. Dezember 1928 | 4.272.375 |
| 31. Dezember 1929 | 4.328.760 |
| 31. Dezember 1930 | 4.332.834 |

| Datum             | Einwohner |
| ----------------- | --------- |
| 31. Dezember 1931 | 4.314.466 |
| 31. Dezember 1932 | 4.273.701 |
| 16. Juni 1933 1   | 4.242.501 |
| 31. Dezember 1933 | 4.221.024 |
| 31. Dezember 1934 | 4.218.332 |
| 31. Dezember 1935 | 4.226.584 |
| 31. Dezember 1936 | 4.267.560 |
| 31. Dezember 1937 | 4.314.432 |
| 31. Dezember 1938 | 4.347.875 |
| 17. Mai 1939 1    | 4.338.756 |
| 31. Dezember 1939 | 4.330.640 |
| 31. Dezember 1940 | 4.330.810 |

| Datum              | Einwohner |
| ------------------ | --------- |
| 31. Dezember 1941  | 4.383.882 |
| 31. Dezember 1942  | 4.478.102 |
| 31. Dezember 1943  | 4.430.204 |
| 31. Dezember 1944  | 4.361.398 |
| 12. August 1945 1  | 2.807.405 |
| 31. Dezember 1945  | 3.064.629 |
| 29. Oktober 1946 1 | 3.170.832 |
| 31. Dezember 1946  | 3.213.966 |
| 31. Dezember 1947  | 3.271.179 |
| 31. Dezember 1948  | 3.312.307 |
| 31. Dezember 1949  | 3.328.193 |

### Seit 1950
Bedingt durch die Auswirkungen des Zweiten Weltkriegs (siehe oben) und der Teilung der Stadt, sank die Bevölkerung bis 1978 um 32,1 Prozent gegenüber dem Stand Anfang der 1940er Jahre auf einen Tiefststand von 3,039 Millionen. Der Bevölkerungsverlust in den Jahren 1950 bis 1961 wurde vor allem durch Abwanderungen aus Ost-Berlin verursacht. Während West-Berlin einen Zuwachs von 2,3 Prozent verzeichnete, sank in Ost-Berlin die Einwohnerzahl um 11,3 Prozent. Diese sogenannte „Abstimmung mit den Füßen“ war Ausdruck der Unzufriedenheit vieler Ost-Berliner. Seit 1978 verzeichnete die Stadt wieder einen Anstieg um mehr als 700.000 auf über 3,755 Millionen Einwohner am Jahresende 2022.
Einwohnertabelle
(jeweiliger Gebietsstand)
Die folgende Übersicht zeigt die Einwohnerzahlen zum 31. Dezember des jeweiligen Jahres (Hauptwohnsitze) in der jährlichen Bevölkerungsfortschreibung. Der überdurchschnittliche Zuwachs im Jahr 1987 ist auf die Volkszählung 1987 zurückzuführen, bei der sich die in West-Berlin ermittelte Bevölkerungszahl um sieben Prozent höher erwies als die bis dahin fortgeschriebene.
Durch den Zensus 2011 trat ein entgegengesetzter Effekt ein, da die amtliche Bevölkerungszahl zum Stichtag 9. Mai 2011 um etwa 180.000 Personen nach unten korrigiert wurde. Gegen die Erhebungsmethode erhob das Land Berlin zusammen mit Hamburg Klage vor dem Bundesverfassungsgericht. Dieses bestätigte die Methodik als verfassungsgemäß und lehnte die Klage damit ab. Nach dem Zensus 2022 musste die amtliche Bevölkerungszahl erneut nach unten korrigiert werden.
| Jahr | Bevölkerung | Bevölkerung | Bevölkerung |
| Jahr | Gesamt      | Männlich    | Weiblich    |
| ---- | ----------- | ----------- | ----------- |
| 1950 | 3.336.026   | 1.417.862   | 1.918.164   |
| 1951 | 3.351.865   | 1.426.967   | 1.924.898   |
| 1952 | 3.374.178   | 1.438.055   | 1.936.123   |
| 1953 | 3.367.406   | 1.434.011   | 1.933.395   |
| 1954 | 3.350.957   | 1.427.030   | 1.923.927   |
| 1955 | 3.343.182   | 1.423.063   | 1.920.119   |
| 1956 | 3.345.650   | 1.423.258   | 1.922.392   |
| 1957 | 3.338.561   | 1.419.687   | 1.918.874   |
| 1958 | 3.316.353   | 1.408.251   | 1.908.102   |
| 1959 | 3.290.333   | 1.397.712   | 1.892.621   |
| 1960 | 3.274.016   | 1.392.342   | 1.881.674   |
| 1961 | 3.252.691   | 1.382.547   | 1.870.144   |
| 1962 | 3.235.231   | 1.382.761   | 1.852.470   |
| 1963 | 3.251.489   | 1.396.706   | 1.854.783   |
| 1964 | 3.270.959   | 1.412.025   | 1.858.934   |
| 1965 | 3.274.500   | 1.418.050   | 1.856.450   |
| 1966 | 3.265.398   | 1.416.018   | 1.849.380   |
| 1967 | 3.245.325   | 1.409.082   | 1.836.243   |
| 1968 | 3.225.354   | 1.403.862   | 1.821.492   |
| 1969 | 3.218.112   | 1.408.952   | 1.809.160   |
| 1970 | 3.208.719   | 1.406.837   | 1.801.882   |
| 1971 | 3.172.902   | 1.403.409   | 1.769.493   |
| 1972 | 3.152.489   | 1.398.128   | 1.754.361   |
| 1973 | 3.136.776   | 1.394.893   | 1.741.883   |
| 1974 | 3.118.134   | 1.389.738   | 1.728.396   |
| 1975 | 3.083.011   | 1.375.376   | 1.707.635   |
| 1976 | 3.056.973   | 1.366.687   | 1.690.286   |
| 1977 | 3.044.968   | 1.365.964   | 1.679.004   |
| 1978 | 3.038.689   | 1.368.071   | 1.670.618   |
| 1979 | 3.042.504   | 1.376.004   | 1.666.500   |

| Jahr | Bevölkerung | Bevölkerung | Bevölkerung |
| Jahr | Gesamt      | Männlich    | Weiblich    |
| ---- | ----------- | ----------- | ----------- |
| 1980 | 3.048.759   | 1.387.735   | 1.661.024   |
| 1981 | 3.050.974   | 1.395.290   | 1.655.684   |
| 1982 | 3.042.612   | 1.396.447   | 1.646.165   |
| 1983 | 3.040.035   | 1.399.930   | 1.640.105   |
| 1984 | 3.045.456   | 1.408.435   | 1.637.021   |
| 1985 | 3.075.670   | 1.429.426   | 1.646.244   |
| 1986 | 3.115.473   | 1.455.089   | 1.660.384   |
| 1987 | 3.273.630   | 1.532.320   | 1.741.310   |
| 1988 | 3.352.848   | 1.579.687   | 1.773.161   |
| 1989 | 3.409.737   | 1.615.062   | 1.794.675   |
| 1990 | 3.433.695   | 1.630.566   | 1.803.129   |
| 1991 | 3.446.031   | 1.640.247   | 1.805.784   |
| 1992 | 3.465.748   | 1.656.471   | 1.809.277   |
| 1993 | 3.475.392   | 1.664.981   | 1.810.411   |
| 1994 | 3.472.009   | 1.668.648   | 1.803.361   |
| 1995 | 3.471.418   | 1.674.278   | 1.797.140   |
| 1996 | 3.458.763   | 1.673.055   | 1.785.708   |
| 1997 | 3.425.759   | 1.659.470   | 1.766.289   |
| 1998 | 3.398.822   | 1.648.518   | 1.750.304   |
| 1999 | 3.386.667   | 1.644.575   | 1.742.092   |
| 2000 | 3.382.169   | 1.643.534   | 1.738.635   |
| 2001 | 3.388.434   | 1.648.169   | 1.740.265   |
| 2002 | 3.392.425   | 1.651.471   | 1.740.954   |
| 2003 | 3.388.477   | 1.651.203   | 1.737.274   |
| 2004 | 3.387.828   | 1.653.057   | 1.734.771   |
| 2005 | 3.395.189   | 1.659.643   | 1.735.546   |
| 2006 | 3.404.037   | 1.665.753   | 1.738.284   |
| 2007 | 3.416.255   | 1.672.226   | 1.744.029   |
| 2008 | 3.431.675   | 1.680.502   | 1.751.173   |
| 2009 | 3.442.675   | 1.686.256   | 1.756.419   |

| Jahr             | Bevölkerung | Bevölkerung | Bevölkerung |
| Jahr             | Gesamt      | Männlich    | Weiblich    |
| ---------------- | ----------- | ----------- | ----------- |
| 2010             | 3.460.725   | 1.695.438   | 1.765.287   |
| 2011             | 3.501.872   | 1.717.645   | 1.784.227   |
| Post Zensus 2011 |             |             |             |
| 2011             | 3.326.002   | 1.618.007   | 1.707.995   |
| 2012             | 3.375.222   | 1.644.690   | 1.730.532   |
| 2013             | 3.421.829   | 1.669.853   | 1.751.976   |
| 2014             | 3.469.849   | 1.696.218   | 1.773.631   |
| 2015             | 3.520.031   | 1.726.533   | 1.793.498   |
| 2016             | 3.574.830   | 1.755.700   | 1.819.130   |
| 2017             | 3.613.495   | 1.776.267   | 1.837.228   |
| 2018             | 3.644.826   | 1.792.801   | 1.852.025   |
| 2019             | 3.669.491   | 1.804.273   | 1.865.218   |
| 2020             | 3.664.088   | 1.802.038   | 1.862.050   |
| 2021             | 3.677.472   | 1.807.826   | 1.869.646   |
| 2022             | 3.755.251   | 1.843.196   | 1.912.055   |
| Post Zensus 2022 |             |             |             |
| 2022             | 3.632.853   | 1.777.900   | 1.854.953   |
| 2023             | 3.662.381   | 1.796.409   | 1.865.972   |

## Bevölkerung

### Erhebungsmethoden
Die Einwohnerzahlen Berlins werden durch zwei unterschiedliche Erhebungsmethoden ermittelt. Zum einen liefern die kommunalen Melderegister der Berliner Bezirke die Datenbasis für die Einwohnerentwicklung. Die gültige offizielle Bevölkerungszahl für das Land Berlin wird jedoch durch ein Erhebungsverfahren der nach der letzten Volkszählung amtlich fortgeschriebenen Einwohnerzahl festgestellt. Verantwortlich für die Veröffentlichung der Daten ist das Amt für Statistik Berlin-Brandenburg mit Sitz in Potsdam. Die Summe der melderegisterbasierten Einwohnerzahlen entspricht deshalb nicht der offiziellen Einwohnerzahl Berlins, sondern weicht, mit zunehmendem Abstand von der letzten Volkszählung, aufgrund von Fehlbeständen und Karteileichen immer stärker von der Realität ab. Schätzungsweise lebten 2009 in Berlin zwischen 100.000 und 250.000 nicht registrierte Einwohner, darunter hauptsächlich Immigranten aus Afrika, Asien, vom Balkan oder aus Lateinamerika.

### Bevölkerungsstruktur
Die Tabelle zeigt die Bevölkerungsstruktur der melderechtlich mit Hauptwohnsitz in Berlin registrierten Bevölkerung.

Bevölkerungsdichte in Berlin-Brandenburg (2015)

|           | Einwohner | Anteil in % |
| --------- | --------- | ----------- |
| Insgesamt | 3.878.100 | 100,0       |
| männlich  | 1.917.937 | 049,5       |
| weiblich  | 1.959.163 | 050,5       |
|           |           |             |
| Deutsche  | 2.931.731 | 075,6       |
| männlich  | 1.431.290 | 048,8       |
| weiblich  | 1.500.441 | 051,2       |
|           |           |             |
| Ausländer | 946.369   | 024,4       |
| männlich  | 487.647   | 051,5       |
| weiblich  | 458.722   | 048,5       |

### Verwaltungsbezirke
Dem Amt für Statistik Berlin-Brandenburg war es nach dem Inkrafttreten des neuen Bevölkerungsstatistikgesetzes am 1. Januar 2014 nicht mehr möglich, für die Berliner Verwaltungsbezirke fortgeschriebene Einwohnerzahlen zu ermitteln. Die folgende Tabelle enthält die Einwohnerzahlen der Verwaltungsbezirke auf Basis der kommunalen Melderegister. Die Summe der melderegisterbasierten Einwohnerzahlen entspricht aufgrund der unterschiedlichen Erhebungsverfahren nicht der amtlichen fortgeschriebenen Einwohnerzahl für das gesamte Land Berlin.
Am 25. Juni 2024 wurden im Rahmen des Auswertung des Zensus 2022 folgende Bevölkerungszahlen für die Berliner Bezirke mit Stand vom 30. Juni 2022 durch das Statistische Amt Berlin-Brandenburg bekannt gegeben: Mitte 357.319; Friedrichshain-Kreuzberg 264.033; Pankow 400.411; Charlottenburg-Wilmersdorf 317.012; Spandau 237.759; Steglitz-Zehlendorf 295.124; Tempelhof-Schöneberg 331.288; Neukölln 305.022; Treptow-Köpenick 275.537; Marzahn-Hellersdorf 270.010; Lichtenberg 290.543; Reinickendorf 252.941.

Die zwölf Bezirke von Berlin

| Bezirk                     | Bevölkerung |
| -------------------------- | ----------- |
| Mitte                      | 364.530     |
| Friedrichshain-Kreuzberg   | 266.583     |
| Pankow                     | 409.453     |
| Charlottenburg-Wilmersdorf | 323.507     |
| Spandau                    | 246.257     |
| Steglitz-Zehlendorf        | 295.786     |
| Tempelhof-Schöneberg       | 337.361     |
| Neukölln                   | 307.113     |
| Treptow-Köpenick           | 288.802     |
| Marzahn-Hellersdorf        | 282.847     |
| Lichtenberg                | 302.726     |
| Reinickendorf              | 260.300     |

| Bezirk                     | Gesamtzahl der Bewohner | Anteil Ausländer/Migrations- hintergrund | Anteil Deutsche | Deutsche ohne Migrations- hintergrund | Deutsche mit Migrations- hintergrund | Ausländische Staatsangehörige |
| -------------------------- | ----------------------- | ---------------------------------------- | --------------- | ------------------------------------- | ------------------------------------ | ----------------------------- |
| Mitte                      | 0373.944                | 51,1 %                                   | 67,2 %          | 48,9 %                                | 18,3 %                               | 32,8 %                        |
| Friedrichshain-Kreuzberg   | 0281.860                | 41,2 %                                   | 74,4 %          | 58,8 %                                | 15,6 %                               | 25,6 %                        |
| Pankow                     | 0398.732                | 18,9 %                                   | 87,8 %          | 81,1 %                                | 06,7 %                               | 12,2 %                        |
| Charlottenburg-Wilmersdorf | 0338.405                | 40,0 %                                   | 75,6 %          | 60,0 %                                | 15,6 %                               | 24,4 %                        |
| Spandau                    | 0240.998                | 34,4 %                                   | 81,5 %          | 65,6 %                                | 15,9 %                               | 18,5 %                        |
| Steglitz-Zehlendorf        | 0305.430                | 25,7 %                                   | 86,3 %          | 74,3 %                                | 12,0 %                               | 13,7 %                        |
| Tempelhof-Schöneberg       | 0347.927                | 35,5 %                                   | 80,6 %          | 64,5 %                                | 16,1 %                               | 19,4 %                        |
| Neukölln                   | 0328.659                | 44,3 %                                   | 75,2 %          | 55,7 %                                | 19,6 %                               | 24,8 %                        |
| Treptow-Köpenick           | 0262.543                | 12,9 %                                   | 91,9 %          | 87,1 %                                | 04,8 %                               | 08,1 %                        |
| Marzahn-Hellersdorf        | 0264.461                | 17,0 %                                   | 91,0 %          | 83,0 %                                | 08,0 %                               | 09,0 %                        |
| Lichtenberg                | 0283.334                | 22,4 %                                   | 85,8 %          | 77,6 %                                | 08,1 %                               | 14,2 %                        |
| Reinickendorf              | 0262.683                | 31,0 %                                   | 83,4 %          | 69,0 %                                | 14,5 %                               | 16,6 %                        |

### Bildungsstand
24,1 Prozent der Einwohner Berlins konnten im Jahr 2011 laut Zensus Angaben einen Hochschulabschluss vorweisen. Im Bundesländervergleich wies die Berliner Bevölkerung damit den höchsten Anteil an Akademikern aus. In Gesamtdeutschland hatten 15,1 Prozent der Einwohner einen Hochschulabschluss.

### Religionszugehörigkeit
Laut dem Statistischen Landesamt (Stand: 2010) sind 60 % der Berliner nicht Mitglied einer Religionsgemeinschaft, 23 % evangelische Christen, 9 % Katholiken und 8 % Mitglied der islamischen Gemeinde.
Von den Einwohnern Berlins waren 2016 etwa 16,1 % evangelisch und 8,9 % katholisch. 75 % gehörten anderen Konfessionen und Religionen an oder waren konfessionslos.

### Arbeitsmarkt
Die Zahl der Erwerbstätigen in Berlin lag im Jahr 2015 bei 1,85 Millionen Personen. Das waren 35.800 oder 2,0 % mehr als im Vorjahr. Berlin verzeichnete damit zum vierten Mal in Folge die stärkste Zuwachsrate bei der Zahl der Erwerbstätigen unter allen deutschen Ländern. Die Anzahl sozialversicherungspflichtig Beschäftigten am Arbeitsort Berlin im Jahr 2016 lag bei 1,37 Millionen.

### Altersstruktur
Die folgende Übersicht zeigt die Altersstruktur von Berlin zum 31. Dezember des jeweiligen Jahres (Hauptwohnsitze laut Melderegister). Hierbei ist zu beachten, dass sich die Einwohnerzahl laut Melderegister wegen unterschiedlicher Berechnungsmethoden von der amtlich fortgeschriebenen Bevölkerungszahl unterscheidet. Letztere lag 2004 mit 3.387.828 Einwohnern um 54.720 Personen über der melderechtlich registrierten Einwohnerzahl. Im Jahr 2004 war der durchschnittliche Berliner 41,7 Jahre alt.

Altersaufbau von Berlin, 2010

| Alter von/bis | Einwohner 1995 | Anteil in % | Einwohner 2000 | Anteil in % | Einwohner 2004 | Anteil in % |
| ------------- | -------------- | ----------- | -------------- | ----------- | -------------- | ----------- |
| 0–5           | 0 178.275      | 005,2       | 0 165.351      | 005,0       | 0 165.216      | 005,0       |
| 6–17          | 0 446.102      | 012,9       | 0 387.662      | 011,6       | 0 347.830      | 010,4       |
| 18–24         | 0 263.079      | 007,6       | 0 282.127      | 008,5       | 0 295.443      | 008,9       |
| 25–29         | 0 300.697      | 008,7       | 0 227.607      | 006,8       | 0 241.630      | 007,2       |
| 30–44         | 0 876.818      | 025,4       | 0 870.374      | 026,1       | 0 835.572      | 025,1       |
| 45–59         | 0 732.485      | 021,3       | 0 676.348      | 020,3       | 0 653.928      | 019,6       |
| 60–64         | 0 172.966      | 005,0       | 0 230.699      | 006,9       | 0 236.619      | 007,1       |
| über 65       | 0 475.617      | 013,8       | 0 491.064      | 014,7       | 0 556.870      | 016,7       |
| Gesamt        | 3.446.039      | 100,0       | 3.331.232      | 100,0       | 3.333.108      | 100,0       |

### Bevölkerungsgruppen
Am 30. Juni 2020 lebten offiziell 778.420 Menschen ohne deutsche Staatsangehörigkeit aus 190 Staaten in Berlin. Das entsprach rund 20,7 Prozent der Gesamtbevölkerung. Insgesamt wohnen rund 100.000 Menschen mit türkischer Staatsangehörigkeit in Berlin. Berlin hat damit in Europa die größte türkische Gemeinde außerhalb der Türkei. Zudem wohnen rund 56.000 nichtdeutsche Bürger aus dem nächstgelegenen Nachbarland Polen in Berlin. Syrische Staatsangehörige bilden mit rund 40.000 Menschen die drittgrößte Einwanderer-Gruppe. Im Jahr 2019 erhielten 6.830 Ausländer die deutsche Staatsangehörigkeit.
| Staatsangehörigkeit Herkunft          | Einwohner nach Staatsangehörigkeit | Deutsche Staatsbürger nach Herkunft |
| ------------------------------------- | ---------------------------------- | ----------------------------------- |
| Deutschland                           | 3.000.648                          | 2.504.878                           |
| Türkei                                | 00 98.121                          | 00 80.102                           |
| Polen                                 | 00 56.856                          | 00 53.484                           |
| Syrien                                | 00 32.704                          | 000 4.661                           |
| Italien                               | 00 29.405                          | 000 7.128                           |
| Bulgarien                             | 00 28.593                          | 000 3.937                           |
| Russland                              | 00 23.568                          | 00 32.305                           |
| Rumänien                              | 00 21.235                          | 000 4.495                           |
| Vereinigte Staaten                    | 00 19.990                          | 000 8.806                           |
| Serbien                               | 00 19.378                          | 000 8.626                           |
| Frankreich                            | 00 19.240                          | 000 7.441                           |
| Vietnam                               | 00 17.123                          | 000 9.811                           |
| Vereinigtes Königreich                | 00 15.602                          | 000 5.933                           |
| Spanien                               | 00 14.525                          | 000 3.942                           |
| Griechenland                          | 00 14.195                          | 000 9.835                           |
| Kroatien                              | 00 13.282                          | 00000*/*                            |
| Ukraine                               | 00 11.898                          | 000 9.066                           |
| Bosnien und Herzegowina               | 00 11.583                          | 000 4.400                           |
| Afghanistan                           | 00 11.806                          | 00000*/*                            |
| Österreich                            | 00 11.600                          | 000 4.347                           |
| Volksrepublik China                   | 00 11.229                          | 00000*/*                            |
| Irak                                  | 000 8.922                          | 00000*/*                            |
| Libanon                               | 000 8.138                          | 00 20.525                           |
| Iran                                  | 000 7.600                          | 000 8.359                           |
| Niederlande                           | 000 6.705                          | 00000*/*                            |
| Indien                                | 000 6.857                          | 00000*/*                            |
| Schweiz                               | 000 5.884                          | 00000*/*                            |
| Nordmazedonien                        | 000 5.973                          | 00000*/*                            |
| Ungarn                                | 000 5.944                          | 00000*/*                            |
| Portugal                              | 000 5.260                          | 00000*/*                            |
| Brasilien                             | 000 5.524                          | 00000*/*                            |
| Thailand                              | 000 4.955                          | 00000*/*                            |
| Israel                                | 000 5.051                          | 00000*/*                            |
| Südkorea                              | 000 4.879                          | 00000*/*                            |
| Kosovo                                | 000 4.465                          | 00000*/*                            |
| Ägypten                               | 000 4.277                          | 00000*/*                            |
| Schweden                              | 000 4.163                          | 00000*/*                            |
| Japan                                 | 000 4.026                          | 00000*/*                            |
| Australien                            | 000 3.958                          | 00000*/*                            |
| Pakistan                              | 000 3.827                          | 00000*/*                            |
| */* Nicht ausgewiesene Statistikwerte |                                    |                                     |

| Staatsangehörigkeit Herkunft          | Einwohner nach Staatsangehörigkeit | Deutsche Staatsbürger nach Herkunft |
| ------------------------------------- | ---------------------------------- | ----------------------------------- |
| Deutschland                           | 2.984.036                          | 2.435.531                           |
| Türkei                                | 00 98.814                          | 00 83.707                           |
| Polen                                 | 00 55.593                          | 00 57.507                           |
| Syrien                                | 00 40.574                          | 000 5.306                           |
| Italien                               | 00 31.355                          | 000 8.530                           |
| Bulgarien                             | 00 30.645                          | 000 4.935                           |
| Russland                              | 00 26.913                          | 00 33.303                           |
| Rumänien                              | 00 24 463                          | 000 5.227                           |
| Vereinigte Staaten                    | 00 22.175                          | 00 10.231                           |
| Serbien                               | 00 20 154                          | 000 9.188                           |
| Frankreich                            | 00 19.590                          | 000 8.966                           |
| Vietnam                               | 00 19.475                          | 00 11.277                           |
| Vereinigtes Königreich                | 00 16.092                          | 000 8.141                           |
| Spanien                               | 00 14.840                          | 000 4.689                           |
| Griechenland                          | 00 14.458                          | 000 4.958                           |
| Indien                                | 00 14.161                          | 00000*/*                            |
| Kroatien                              | 00 13.890                          | 000 4.146                           |
| Afghanistan                           | 00 13.626                          | 00000*/*                            |
| Ukraine                               | 00 13.570                          | 000 9 903                           |
| Volksrepublik China                   | 00 13.155                          | 00000*/*                            |
| Bosnien und Herzegowina               | 00 12.398                          | 000 4.761                           |
| Österreich                            | 00 11.838                          | 000 5.247                           |
| Irak                                  | 000 9.396                          | 00000*/*                            |
| Iran                                  | 000 9.039                          | 000 9.728                           |
| Libanon                               | 000 8.321                          | 00 21.980                           |
| Brasilien                             | 000 7.572                          | 00000*/*                            |
| Nordmazedonien                        | 000 6.853                          | 00000*/*                            |
| Niederlande                           | 000 6.810                          | 00000*/*                            |
| Schweiz                               | 000 6.201                          | 00000*/*                            |
| Ungarn                                | 000 6.199                          | 00000*/*                            |
| Portugal                              | 000 5.461                          | 00000*/*                            |
| Israel                                | 000 5.406                          | 00000*/*                            |
| Südkorea                              | 000 5.327                          | 00000*/*                            |
| Ägypten                               | 000 5.301                          | 00000*/*                            |
| Kosovo                                | 000 5.088                          | 00000*/*                            |
| Thailand                              | 000 4.959                          | 00000*/*                            |
| Pakistan                              | 000 4.460                          | 00000*/*                            |
| Australien                            | 000 4.416                          | 00000*/*                            |
| Japan                                 | 000 4.369                          | 00000*/*                            |
| Schweden                              | 000 4.223                          | 00000*/*                            |
| */* Nicht ausgewiesene Statistikwerte |                                    |                                     |

### Überholte Bevölkerungsprognosen
Bertelsmann-Stiftung

Die nebenstehenden Prognosen der Bertelsmann-Stiftung im Vergleich zur realen Entwicklung von 1990 bis 2018

In einer Vorausberechnung von 2011 ging die Bertelsmann-Stiftung von einem durchgehenden, sich aber abschwächenden Bevölkerungswachstum bis 2030 aus. Die Prognose basierte auf den Daten der Bevölkerungsfortschreibungen vor dem Zensus 2011, der den Bevölkerungsstand um 175.828 nach unten korrigierte. Die Prognose 2015 basiert auf den Post-Zensus-Daten.
| Datum             | Einwohner |
| ----------------- | --------- |
| 31. Dezember 2003 | 3.388.477 |
| 31. Dezember 2005 | 3.385.788 |
| 31. Dezember 2010 | 3.389.739 |
| 31. Dezember 2015 | 3.395.468 |
| 31. Dezember 2020 | 3.372.536 |
| –                 | –         |
| –                 | –         |

| Datum             | Einwohner |
| ----------------- | --------- |
| –                 | –         |
| 31. Dezember 2006 | 3.404.036 |
| 31. Dezember 2010 | 3.419.068 |
| 31. Dezember 2015 | 3.435.500 |
| 31. Dezember 2020 | 3.443.291 |
| 31. Dezember 2025 | 3.436.155 |
| –                 | –         |

| Datum             | Einwohner |
| ----------------- | --------- |
| –                 | –         |
| –                 | –         |
| 31. Dezember 2009 | 3.440.060 |
| 31. Dezember 2015 | 3.547.200 |
| 31. Dezember 2020 | 3.607.910 |
| 31. Dezember 2025 | 3.638.800 |
| 31. Dezember 2030 | 3.639.060 |

| Datum             | Einwohner |
| ----------------- | --------- |
| –                 | –         |
| –                 | –         |
| 31. Dezember 2012 | 3.367.580 |
| 31. Dezember 2015 | 3.487.000 |
| 31. Dezember 2020 | 3.607.180 |
| 31. Dezember 2025 | 3.679.410 |
| 31. Dezember 2030 | 3.713.000 |

Senatsverwaltung für Stadtentwicklung

Prognosen der Senatsverwaltung für Stadtentwicklung von 2008 (rot), 2012 (grün) und 2015 (magenta) im Vergleich zur realen Entwicklung von 1990 bis 2018

2012 wurde vom Berliner Senat eine neue Bevölkerungsstudie vorgestellt, diese bestand aus drei Wachstumsprognosen „mittlere“, „obere“ und „untere“ Variante. Wie schon bei den Prognosen der Bertelsmann-Stiftung (siehe oben) sieht die neue Prognose eine wachsende Bevölkerung vor, insbesondere im Vergleich zur Vorgängerstudie. Alle drei Varianten sehen ein Wachstum bis 2030 vor, lediglich bei der „unteren Variante“ nimmt die Bevölkerung am Ende des Zeitraumes leicht ab, liegt aber immer noch deutlich über dem Bevölkerungsstand 2011. Die prognostizierten Bevölkerungen liegen für 2030 zwischen 3,6 und 3,9 Millionen Einwohnern.
Am 13. Januar 2016 veröffentlichte die Senatsverwaltung für Stadtentwicklung eine neue Bevölkerungsprognose, der zufolge mit einem weiteren Anstieg der Bevölkerung zu rechnen ist.
Die Prognose beruht erklärtermaßen auf Daten des Einwohnerregisters der Jahre 1991 bis 2014, berücksichtigt also nicht die Korrekturen der amtlichen Einwohnerzahl durch den Zensus 2011, sondern schreibt die, durch den Zensus 2011 als überhöht befundenen, melderegisterbasierte Einwohnerzahl fort.
| Datum 31. Dezember | Variante „Basis“ | Variante „Wachstum“ | Variante „Schrumpfung“ |
| ------------------ | ---------------- | ------------------- | ---------------------- |
| 2006               | 3.404.000        | 3.404.000           | 3.404.000              |
| 2010               | 3.412.800        | 3.429.300           | 3.408.400              |
| 2015               | 3.417.700        | 3.466.800           | 3.389.200              |
| 2020               | 3.410.400        | 3.488.100           | 3.347.900              |
| 2025               | 3.392.800        | 3.499.100           | 3.293.300              |
| 2030               | 3.367.200        | 3.502.700           | 3.228.900              |

| Datum 31. Dezember | „Mittlere“ Variante | „Obere“ Variante | „Untere“ Variante |
| ------------------ | ------------------- | ---------------- | ----------------- |
| –                  | –                   | –                | –                 |
| 2011               | 3.502.000           | 3.502.000        | 3.502.000         |
| 2015               | 3.632.000           | 3.653.000        | 3.589.000         |
| 2020               | 3.698.000           | 3.769.000        | 3.618.000         |
| 2025               | 3.741.000           | 3.849.000        | 3.615.000         |
| 2030               | 3.746.000           | 3.906.000        | 3.594.000         |

| Datum 31. Dezember | „Mittlere“ Variante |
| ------------------ | ------------------- |
| –                  | –                   |
| 2014               | 3.562.000           |
| 2015               | 3.609.000           |
| 2020               | 3.751.000           |
| 2025               | 3.803.000           |
| 2030               | 3.828.000           |

| Datum 31. Dezember | „Mittlere“ Variante |
| ------------------ | ------------------- |
| 2021               | 3.775.000           |
| 2025               | 3.871.000           |
| 2030               | 3.909.000           |
| 2040               | 3.963.000           |